# Sig-Sauer P225

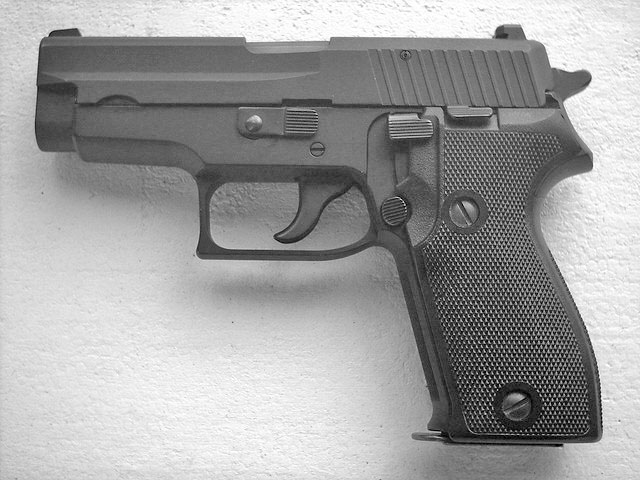
Le P225 (ou P6 de la Police allemande)

Le Sig-Sauer P225 est un pistolet semi-automatique double action produit en coopération par la société suisse Sig et la société allemande Sauer.

## Technique
- mécanisme : identique au P220, possède la même carcasse en alliage d'aluminium, deux mécanismes sont proposés : double action traditionnel et un mécanisme double action uniquement.
- calibre : 9 mm Parabellum
- Longueur : 18cm
- Longueur du canon : 9,8 cm
- Poids non chargé : 0,740 kg
- Capacité : 8 coups

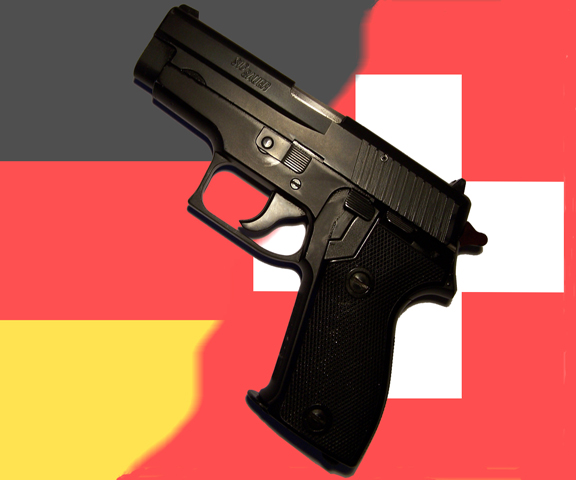
Un P225 avec le déverrouillage de chargeur à la base de la poignée

- Un P225 avec le déverrouillage de chargeur à la base de la poignéePoids de détente double action : 5,44 kg
- Poids de détente simple action : 2,04 kg

## Diffusion
Cette arme de poing est la version compacte du Sig-Sauer P220, apparue en 1980 et produite jusqu'en 1996, a connu un franc succès auprès des polices et des armées de l'Europe de l'Ouest.
- Allemagne de l'Ouest: sous la désignation P6, armant la totalité de la Bundespolizei (anciennement BGS: Bundesgrenzschutz), de la Douane (Zoll) et la police de certains Länder (Landespolizei) entre 1980 et les années 2000.
- Canada : 1050 exemplaires achetés en 1991 par les Forces armées canadiennes pour ses officiers et la Police militaire.
- États-Unis : citoyens (Self-defense), BATFE (jusqu'en 2001), US Food and Drug Administration (FDA), Federal Air Marshal Service (entre 1987 et 1992 remplacé par le Sig-Sauer P228) et US Park Rangers. Il figurait sur la liste des armes de poing autorisées aux agents du Federal Bureau of Investigation. De 2015 à 2019, les citoyens purent acheter une version modernisée : le P225-A1.
- Finlande : Police
- Mexique : Police.
- Nigeria : Police
- Royaume-Uni
- Singapour
- Suède
- Suisse: Polices cantonales.

## Dans la culture populaire
Réglementaire en RFA, ce PA apparaît dans de nombreuses fictions policières allemande. Le P6 est notamment l'arme de service de la Commissaire Léa Sommer. En sont aussi dotés les policiers Boris Bonrath, Henri Granberger et la Commissaire divisionnaire Engalbert de la brigade autoroutière de Cologne dans Alerte Cobra ou les motards de Motocops. De même, il est utilisé par le trio féminin d'Anges de choc. C'est aussi l'arme des policiers suédois dans Wallander : enquêtes criminelles, Les Enquêtes de l'inspecteur Wallander et Meurtres à Sandhamn.